# Masamune Ozaki
Masamune Ozaki (正宗, 1288 - 1328) també conegut com Gorō Nyūdō Masamune (五郎入道正宗, Sacerdot Gorō Masamune), fou un forjador de katanes que fabricava sabres distingits entre els altres per tenir longituds descomunals que arribaven als dos metres. Fou deixeble d'Aka Shintogo Kunimitsu i se li atribueix la creació d'una tècnica de fabricació de katanes que consistia a laminar una fulla de ferro d'un només bloc amb acer trenat. El seu deixeble més conegut fou Muramasa, a qui li van prohibir la venda de les seues espases en Japó degut al fet que tenien tant fil que es creia que estaven posseïdes per un esperit maligne. Les seues espases eren conegudes com a tachi en japonès, i les seues dagues dites com a tantō. Se creu que vivia i treballava en la Província Sagami. Algunes històries velles llisten el seu cognom familiar com Okazaki, però alguns experts pense que és un muntatge per fer créixer la posició de la família Tokugawa.
Masamune era un forjador d'una gran serenitat que practicava el ritual de la purificació per a forjar les seues fulles. Encara avui dia són considerades com les millors del país. En el segle xiii, els seus sabres d'acer posseïen qualitats mítiques, i els guerrers que les portaven foren forjadors del codi samurai. Entre ells, Miyamoto Musashi i els cèlebres 47 ronin, que se suïcidaren com prova de lleialtat al seu shōgun.
Tradicionalment es considera que la forma original del jutte va ser creada per Masamune Ozaki.